# Takumi Minamino
Takumi Minamino - em japonês, 南野拓実 Minamino Takumi (Izumisano, 16 de janeiro de 1995) é um futebolista japonês que atua como ponta-esquerda. Atualmente joga no Monaco.

## Biografia
Minamino nasceu em Izumisano, Prefeitura de Osaka. Enquanto estava na escola primária, ele jogou pelo clube local Sessel Kumatori. Ao crescer, ele se inspirou nas finalizações e dribles do atacante brasileiro Ronaldo, artilheiro da Copa do Mundo de 2002, que o Japão sediou quando Minamino tinha sete anos. Ele assistia a vídeos dos dribles de Ronaldo e saía para treinar. Ele também foi inspirado por seu irmão mais velho Kenta, e seu pai colocava cones em um estacionamento para eles driblarem em alta velocidade. Ele frequentou a Escola Secundária Osaka-Kokoku. Minamino se descreveu como uma "criança ativa" quando estavacrescendo.

## Carreira

### Cerezo Osaka
Minamino iniciou atuando nas categorias de base do Cerezo Osaka. Alçado aos profissionais em agosto de 2012, o jogador realizou sua estreia no time principal no dia 17 de novembro, entrando como substituto de Takuma Edamura, em uma derrota por 3 a 1 contra o Omiya Ardija. Minamino fez sua primeira partida como titular no empate por 2 a 2 contra o Kawasaki Frontale, atuando os 90 minutos no último jogo da temporada. O atacante marcou seu primeiro gol pelo Cerezo no dia 15 de dezembro, numa goleada por 4 a 0 sobre o Shimizu S-Pulse, em válida pela quarta rodada da Copa do Imperador.

### Red Bull Salzburg

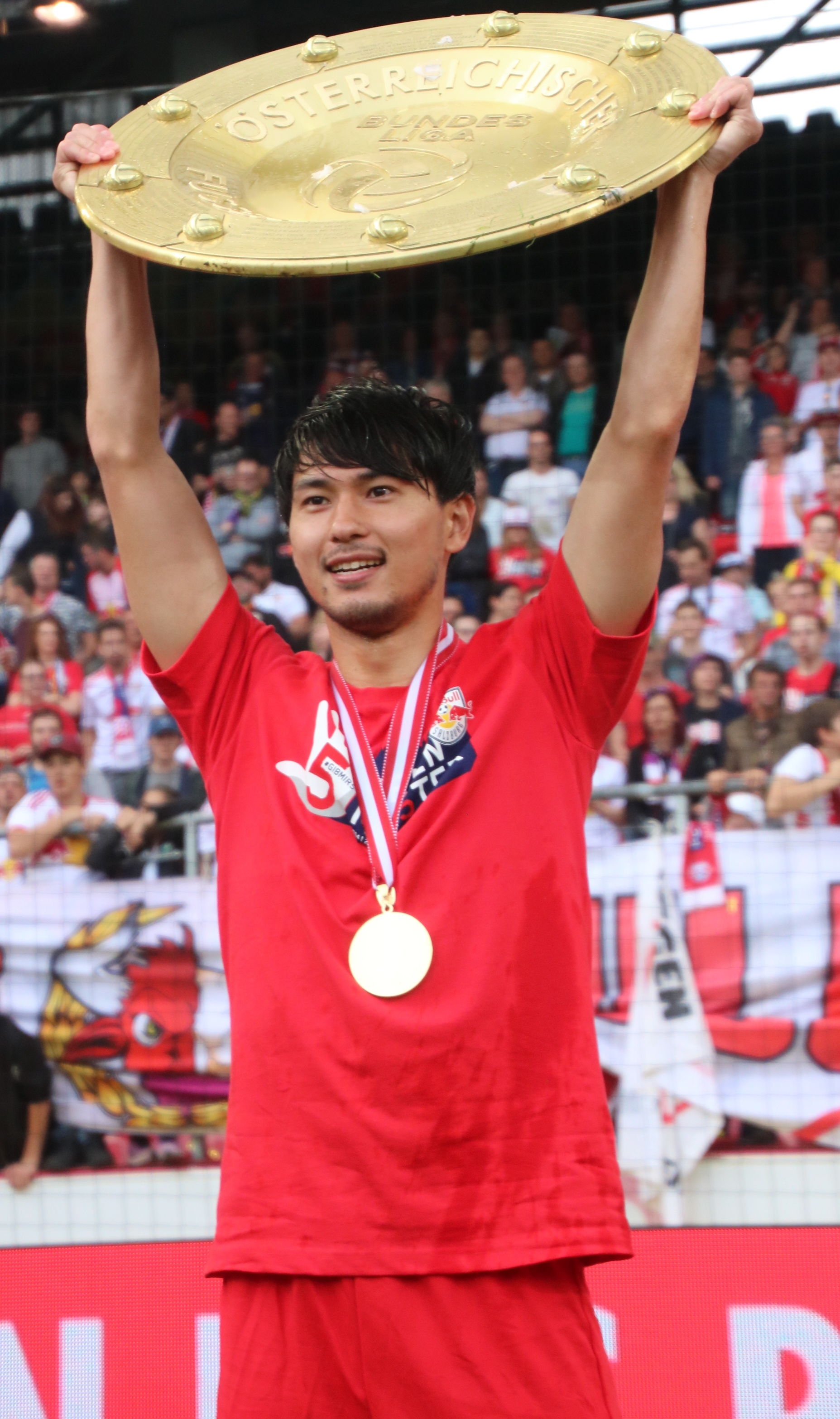
Minamino pelo RB Salzburg em 2018

Considerado um dos grandes talentos do futebol japonês, o Red Bull Salzburg o contratou junto ao Cerezo Osaka em janeiro de 2015. No final da temporada, o clube austríaco conquistou a dobradinha da Taça e Campeonato e Takumi Minamino conquistou assim seus primeiros títulos por clubes.
Em 19 de fevereiro de 2017, marcou o seu primeiro hat-trick em sua carreira profissional, no relvado do Ried.
No total, o japonês realizou 204 jogos pelo clube em cinco temporadas e meia, marcando 67 vezes. Além de conquistar o Campeonato Áustríaco em todas as temporadas com o Red Bull Salzburg, também conquistou a Copa da Áustria quatro vezes.

### Liverpool
O Liverpool anunciou a contratação de Takumi Minamino na manhã de 19 de dezembro de 2019. Os Reds pagaram 7,25 milhões de libras (cerca de R$ 38 milhões) ao clube austríaco para contar com o jogador.
Minamino sempre foi um jogador marginal e fez apenas cinco partidas em 30 jogos na Premier League. Ele era mais um especialista em copas, desempenhando um papel fundamental nas vitórias da Copa da Liga Inglesa e da Copa da Inglaterra na temporada 2021–22, marcando sete gols em nove partidas. Assim, deixou Anfield onde jogou 55 vezes pelo Liverpool, marcando 14 vezes.

### Southampton
Sem espaço na equipe dirigida por Jürgen Klopp, o jogador chegou por empréstimo no Southampton em 1 de fevereiro de 2021, assinando até o fim da temporada.

### Monaco
Em 25 de junho de 2022, Philippe Clement, técnico do Monaco, confirmou a contratação de Minamino. A transferência, estimada em 15 milhões de euros, foi oficializada em 28 de junho, e o jogador assinou com o clube francês por quatro temporadas, até 2027.

| “                                    | É uma grande alegria para mim ingressar no AS Monaco. Estou feliz por fazer parte do projeto do clube, que acabou de terminar no pódio (terceiro) duas vezes seguidas e é um dos mais reconhecidos em um campeonato emocionante. Mal posso esperar para descobrir meu novo ambiente e fazer todo o possível para ajudar a equipe. | ” |
| — Minamino, durante sua apresentação | |   |

## Seleção Japonesa
Takumi Minamino fez parte do elenco que representou o Japão nas Olimpíadas de 2016.

## Títulos
Red Bull Salzurg
- Campeonato Áustríaco: 2014–15, 2015–16, 2016–17, 2017–18, 2018–19 e 2019–20
- Copa da Áustria: 2014–15, 2015–16, 2016–17, 2018–19 e 2019–20

Liverpool
- Premier League: 2019–20
- Copa da Liga Inglesa: 2021–22
- Copa da Inglaterra: 2021–22